# 101
Năm 101 là một năm trong lịch Julius. 

## Sự kiện
- Người Tibet đưa Phật giáo vào Indonesia.

## Sinh
- Herodes Atticus, Hy Lạp thời kỳ Hy Lạp hóa (d. 177)

## Mất
- Gioan, Tông đồ Thánh sử có thể mất năm này ở Ephesus
- Giáo hoàng Clêmentê I của Roma, Giáo hoàng
- Silius Italicus, tác giả của Punicus (biên niên sử Hannibal trong suốt Chiến tranh Punic lần thứ hai) (TCN 28)